# Segon
|  | Per a altres significats, vegeu «Segon (desambiguació)». |

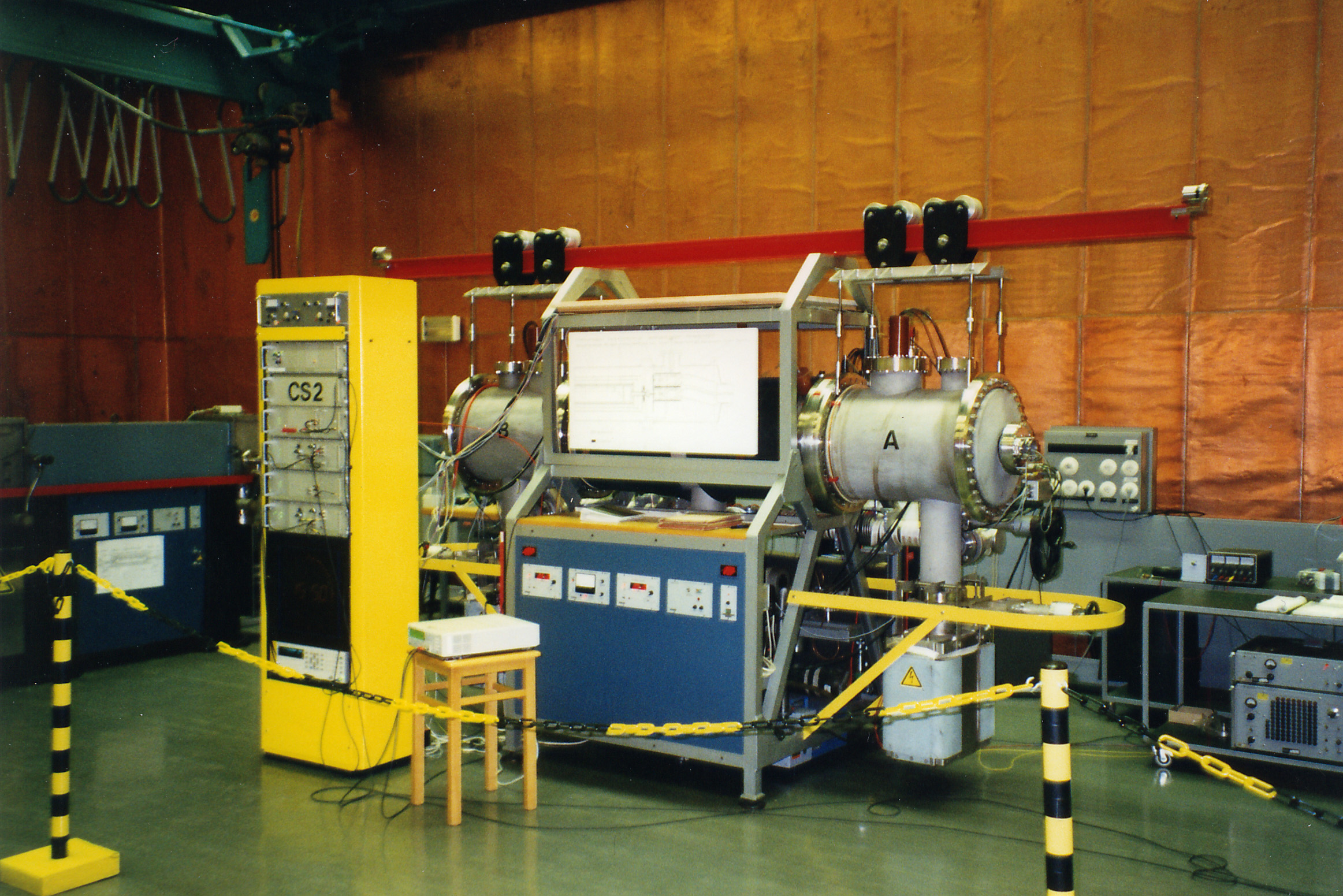
Un rellotge atòmic del 1997 a Alemanya.

El segon (s) és una unitat de temps i una de les set unitats base del Sistema Internacional. Es defineix com la duració de 9.192.631.770 períodes de radiació corresponents a la transició entre dos nivells de l'estructura hiperfina de l'estat fonamental del cesi 133.
Històricament el segon es va definir com 1/86400 d'un dia solar mitjà. El 1954 la 10a. Conferència General de Pesos i Mesures va delegar en el Comitè Internacional de Pesos i Mesures la redefinició amb més precisió de la unitat de temps, el 1956 el Comitè va redefinir el segon en funció de l'any tròpic 1900, ja que la translació de la Terra al voltant del Sol és més estable que la rotació. La definició va ser ratificada a l'11a CGPM del 1960. El 1967, a la 13a. CGPM es va establir la definició actual, basada en l'estructura hiperfina del cesi 133.
Avui dia disposem d'una exactitud que arriba al 14è decimal (10−14). L'estabilitat i exactitud del temps atòmic internacional (TAI) es basa en la utilització de rellotges atòmics. Tanmateix els resultats dels experiments sobre les transicions atòmiques a freqüències òptiques superiors als 9 GHz de la definició actual del segon, indiquen que un futur proper es podrà depassar en diversos ordres de magnitud la precisió obtinguda a partir de l'àtom de cesi.

## Història

### Abans dels rellotges mecànics

Una llum intermitent aproximadament un cop per segon

Els egipcis subdividien el dia i la nit en dotze hores cadascun com a mínim des del 2000 aC, de manera que la llargada de les seves hores variava amb les estacions. Els astrònoms hel·lenístics Hiparc (vers el 150 aC) i Ptolemeu (aprox. 150 dC) subdividiren el dia segons un sistema sexagesimal i també utilitzaven una hora mitjana (1⁄24 d'un dia), però no utilitzaven unitats de temps més petites amb un nom específic, sinó que utilitzaven fraccions simples de l'hora.
El dia era dividit sexagesimalment, és a dir, per 1⁄60, per 1⁄60 d'això, per 1⁄60 d'això, etc., fins almenys sis llocs després del punt sexagesimal (una precisió de menys de 2 microsegons) pels babilonis després del 300 aC, però no subdividien sexagesimalment unitats més petites de temps. Per exemple, utilitzaven sis llocs fraccionals sexagesimals d'un dia per especificar la durada de l'any, tot i que eren incapaços de mesurar una fracció tan petita del dia en temps real. Com un altre exemple, especificaren que el mes sinòdic mitjà durava 29;31,50,8,20 dies (quatre posicions fraccionals sexagesimals), cosa que fou repetida per Hiparc i Ptolemeu sexagesimalment, i que és actualment el mes sinòdic mitjà del calendari hebreu, però reformulat com a 29 dies, 12 hores i 793 halakim (1 hora = 1.080 halakim). Els babilonis no utilitzaven l'hora, però sí que utilitzaven una període d'hora doble que durava 120 minuts actuals, una mesura de temps de quatre minuts actuals, i un període de 3⅓ segons actuals (el helek del calendari hebreu actual).
L'any 1000, l'estudiós persa al-Biruni donà les hores de les llunes noves de setmanes determinades com el nombre de dies, hores, minuts, segons, tercers i quarts després de diumenge al migdia. El 1267, el científic medieval Roger Bacon determinà les hores de les llunes noves com el nombre d'hores, minuts, segons, tercers i quarts (horae, minuta, secunda, tertia i quarta) després del migdia de dates específiques del calendari. Tot i que el terme terçer per referir-se a 1⁄60 de segon encara existeix en algunes llengües, com per exemple el polonès (tercja), el turc (salise) i l'àrab (ثالثة), el segon actual se subdivideix decimalment.

### Segons mesurats amb rellotges mecànics
Els primers rellotges a mostrar segons van aparèixer durant l'última meitat del segle xvi. El més primerenc dels rellotges accionats per ressorts, amb una segona busca que marcava els segons és un rellotge sense autoria coneguda que representa a Orpheus, i que el podem trobar a la col·lecció Fremersdorf, datat entre els anys 1560 i 1570.:417–418
El primer rellotge capaç de mostrar el temps en segons fou creat per Taqi al-Din a l'observatori d'Istanbul entre el 1577 i el 1580. L'anomenà "rellotge observacional" al seu A l'arbre Nabik de l'extremitat dels pensaments, on el descrigué com "un rellotge mecànic amb tres agulles que mostren les hores, els minuts i els segons." L'utilitzà com a rellotge astronòmic, particularment per mesurar l'ascensió recta de les estrelles. El primer rellotge mecànic que mostrava els segons d'Europa fou construït a Suïssa a principis del segle xvii. El 1581, Tycho Brahe va redissenyar els rellotges que mostraven els minuts al seu observatori per tal que també mostressin els segons. No obstant això, no eren prou precisos per als segons. El 1587, Tycho es va queixar que els seus quatre rellotges no estaven d'acord en més o menys 4 seconds.:104
El segon esdevingué mesurable amb precisió amb el desenvolupament dels rellotges de pèndol, que mostraven el "temps mitjà" i no el "temps aparent que mostren els rellotges de sol; més específicament el 1670, quan William Clement afegí un pèndol dels segons al rellotge de pèndol original de Christian Huygens. El pèndol dels segons té un període de dos segons, un per anar cap endavant i l'altre per anar cap enrere, permetent al rellotge comtoise que el porta comptar els segons. A partir d'aquell moment, s'incorporà una agulla dels segons que girava una vegada per minut als rellotges de precisió.

### Mesures modernes
Com a una unitat de temps, el segon (és a dir, la segona divisió per 60 d'una hora) va introduir-se al segle xvi, uns cent anys abans que es va mesurar amb precisió. Els que escrivien en llatí, incloent científics com Bacon, Tycho i Kepler, utilitzaven el terme llatí secunda amb el mateix significat des de temps tant remots com la centúria del 1200.
En 1832, Gauss va proposar utilitzar el segon com la unitat bàsica de temps en el seu sistema d'unitats de mil·límetre-mil·ligrams-segons. El 1862, la British Association for the Advancement of Science (BASS; Associació Britànica per a l'Avenç de la Ciència) va declarar:
| «                                                          | Tots els homes de ciència estan d'acord en utilitzar el segon de la mitjana de l'hora solar com a unitat de temps. | » |
| — British Association for the Advancement of Science, 1862 | |   |

El BAAS va proposar formalment al Sistema CGS el 1874, encara que aquest sistema va ser reemplaçat gradualment durant els propers 70 anys per les unitats MKS. Tant els sistemes CGS com els MKS utilitzaven el mateix segon com la seva unitat de base de temps. El MKS va ser adoptat a nivell internacional durant la dècada de 1940, que defineix el segon com a 1/86.400 part d'un dia solar mitjà.
El 1956, el Comitè Internacional de Pesos i Mesures va definir el segon es definia en termes del període de revolució de la Terra al voltant del Sol a una època astronòmica determinada, atès que llavors ja se sabia que la rotació de la Terra al voltant del seu propi eix no és prou uniforme com per ser un estàndard de temps. Això invalidava l'anterior definició d'un segon com la fracció 1/86.400 del dia solar mitjà. El moviment de la Terra va ser descrit a les taules del sol de Simon Newcomb del 1895, tot proporcionant una fórmula per estimar el moviment del Sol amb relació a l'època 1900 basada en observacions astronòmiques realitzades entre el 1750 i el 1892. El segon es va definir com: 
| « | la fracció 1/31.556.925,9747 de l'any tròpic pel 1900 gener 0 a les 12 hores de temps d'efemèrides | » |

I aquesta definició va ser ratificada per l'onzena Conferència General de Pesos i Mesures del 1960.
L'any tròpic, en la definició de 1960, no es va mesurar sinó que es va calcular a partir d'una fórmula que descriu un any tropical mitjà, que disminueix linealment en el temps, d'aquí la curiosa referència a un any específic instantani tropical. Això està en conformitat amb l'escala de temps d'efemèrides adoptada per la UAI el 1952. Aquesta definició posa les posicions observades dels cossos celestes en acord amb les teories dinàmiques de Newton del seu moviment. En concret, les taules utilitzades per la major part del segle xx eren Taules del Sol de Newcomb (utilitzades des del 1900 fins al 1983) i les Taules de la lluna de Brown (utilitzades des del 1923 fins al 1983).
Per tant, la definició de 1960 del Sistema Internacional va abandonar tota relació explícita entre el segon científic i la longitud d'un dia, que és com la majoria de la gent entén el terme. Amb el desenvolupament dels rellotges atòmics a principis de 1960, es va decidir utilitzar l'hora atòmica com la base de la definició del segon, en lloc de la revolució de la Terra al voltant del Sol.
Després de diversos anys de treball, Louis Essen del Laboratori Nacional de Física (Teddington, Anglaterra) i William Markowitz del United States Naval Observatory (USNO) determinaren la relació entre la freqüència de la transició hiperfina del cesi i el segon àtom d'efemèrides. L'ús d'un mètode de mesura comú sobre la base dels senyals rebuts d'una estació de ràdio WWV (estació de ràdio) WWV, que determinen el moviment orbital de la Lluna sobre la Terra, de la qual es podria inferir el moviment aparent del Sol, en termes de temps mesurat per un rellotge atòmic. Ells van trobar que el segon de temps d'efemèrides (ET) va tenir la durada de 9.192.631.770 ± 20 cicles de la freqüència del cesi triat Com a resultat, el 1967 la XIII Conferència General de Pesos i Mesures va definir el SI del segon basant-se en el temps atòmic:
| «                                             | La durada de 9.192.631.770 de períodes de la radiació corresponent a la transició entre els dos nivells hiperfins de l'estat fonamental de l'àtom de cesi-133. | » |
| — XIII Conferència General de Pesos i Mesures | |   |

Aquest segon SI, anomenat temps atòmic, més tard es va comprovar que estava d'acord, en el termini d'1 part en 10 ¹⁰, amb el segon del temps d'efemèrides, com es determinà a partir d'observacions lunars. (No obstant això, aquest segon SI ja era, un cop adoptat, una mica més curt que el valor en aquest moment del segons del temps solar mitjà.)
Durant la dècada de 1970 es van adonar que la dilatació del temps gravitacional causava el segon produït per cada rellotge atòmic per diferir depenent de la seva alçada. Un segon uniforme va ser produït mitjançant la correcció de la sortida de cada rellotge atòmic pel nivell mitjà del mar (la rotació geoide), l'allargament del segon al voltant d'1×10−10. Aquesta correcció es va aplicar a principis de 1977 i es va formalitzar el 1980. En termes relativistes, el segon SI es defineix com el temps apropiat al geoide rotatiu.
La definició del segon més tard es va perfeccionar en la reunió del BIPM de 1997 per incloure la declaració:
| « | Aquesta definició es refereix a un àtom de cesi en repòs a una temperatura de 0 K. | » |

La definició revisada sembla implicar que el rellotge atòmic ideal conté un sol àtom de cesi en repòs emetent a una freqüència única. A la pràctica, però, la definició significa que les realitzacions d'alta precisió del segon han de compensar els efectes de la temperatura ambient (radiació del cos negre) en què els rellotges atòmics funcionen, i extrapolar al valor del segon a una temperatura de zero absolut.

### Possibles millores futures
Avui en dia, el rellotge atòmic que opera a la regió de les microones es veu desafiat pels rellotges atòmics que funcionen a la regió òptica. Citant Ludlow et al.:
| «               | In recent years, optical atomic clocks have become increasingly competitive in performance with their microwave counterparts. The overall accuracy of single-trapped-ion-based optical standards closely approaches that of the state-of-the-art caesium fountain standards. Large ensembles of ultracold alkaline earth atoms have provided impressive clock stability for short averaging times, surpassing that of single-ion-based systems. So far, interrogation of neutral-atom-based optical standards has been carried out primarily in free space, unavoidably including atomic motional effects that typically limit the overall system accuracy. An alternative approach is to explore the ultranarrow optical transitions of atoms held in an optical lattice. The atoms are tightly localized so that Doppler and photon-recoil related effects on the transition frequency are eliminated. | » |
| — Ludlow et al. | |   |

Els NRC òptics incorporen una "incertesa relaciva" de 2.5×10−11 (limitada pel dia a dia i la reproductibilitat de dispositiu a dispositiu) al seu rellotge atòmic basat en 127I₂ molècules, i està defensant l'ús d'una trampa de ions 88Sr (incertesa relativa relative uncertainty causada per l'amplada de línia de 2.2×10−15). Tals incerteses rival que del rellotge atòmic de cesi a la regió de microones NIST F-1, estimada en unes poques parts en 10¹⁶ van fer una mitjana de més d'un dia.

## Ús correcte del símbol en textos
En textos en català, és freqüent trobar abreviacions no oficials pel segon, como seg. o sg. S'ha d'utilitzar abreviatures per les unitats de temps: el símbol correcte segons el Sistema Internacional d'Unitats és «s». Igualment, s'ha de deixar un espai entre el nombre i el símbol i no s'ha d'afegir un punt després del símbol (excepte al final d'una oració).
- Exemples d'ús incorrecte: 13 seg, 13 seg., 13 sg, 13 s., , 13”
- L'ús correcte per a aquests casos, és: 13 s[29]

Per més detalls, vegeu les normes ortogràfiques relatives a les unitats del Sistema Internacional.

## Múltiples i submúltiples
Els prefixos del SI s'usen habitualment per a la mesura del temps menor a un segon, però molt rarament s'usen per als múltiples del segon. Per aquestes quantitats majors s'utilitzen les unitats minut, hora, dia, any, segle i mil·lenni.
Taula de múltiples i submúltiples del segon: 
| (Sub)múltiple | Nom         | Símbol |
| ------------- | ----------- | ------ |
| 1024          | yottasegon  | Ys     |
| 1021          | zettasegon  | Zs     |
| 1018          | exasegon    | Es     |
| 1015          | petasegon   | Ps     |
| 1012          | terasegon   | Ts     |
| 10⁹           | gigasegon   | Gs     |
| 10⁶           | megasegon   | Ms     |
| 103           | Quilosegon  | ks     |
| 10²           | Hectosegon  | hs     |
| 10¹           | Decasegon   | das    |
| 1             | segon       | s      |
| 10-1          | Decisegon   | ds     |
| 10-2          | Centisegon  | cs     |
| 10-3          | Mil·lisegon | ms     |
| 10-6          | microsegon  | μs     |
| 10-9          | nanosegon   | ns     |
| 10-12         | picosegon   | ps     |
| 10-15         | femtosegon  | fs     |
| 10-18         | attosegon   | as     |
| 10-21         | zeptosegon  | zs     |
| 10-24         | yoctosegon  | ys     |

## Altres definicions habituals
Per a fins especialitzats, un segon pot ser utilitzat com una unitat de temps en les escales de temps en què la longitud precisa difereix lleugerament de la definició del Sistema Internacional. Un d'ells és l'escala de temps UT1, una forma de temps universal. McCarthy i Seidelmann es van abstenir d'afirmar que el segon del SI és l'estàndard legal per a l'hora normal a tot el món, i només van dir que "en els anys UTC [que compleix els segons SI] s'ha convertit en la base de l'hora legal de molts països, o acceptat com la base de facto per a l'"hora civil estàndard".

## Normes de cronometratge
Un conjunt de rellotges atòmics a tot el món manté l'hora per consens: els rellotges «voten» sobre l'hora correcta, i tots els rellotges que voten es dirigeixen per estar d'acord amb el consens, que es diu Temps Atòmic Internacional (TAI). El TAI «marca» «segons atòmics».
El temps civil es defineix perquè coincideixi amb la rotació de la Terra. L'estàndard internacional per al manteniment del temps és el temps universal coordinat (UTC). Aquesta escala de temps «marca» els mateixos segons atòmics que el TAI, però insereix o omet segons de traspàs segons sigui necessari per corregir les variacions en la taxa de rotació de la Terra.
Una escala de temps en què els segons no són exactament iguals als segons atòmics és l'UT1, una forma de temps universal. L'UT1 es defineix per la rotació de la Terra pel que fa al sol, i no conté cap segon de traspàs. UT1 sempre difereix d'UTC en menys d'un segon.

## Rellotge òptic de gelosia
Malgrat que encara no formen part de cap norma de cronometratge, ja hi ha rellotges òptics de gelosia amb freqüències a l'espectre de la llum visible i són els cronòmetres més precisos de tots. Un rellotge d'estronci amb una freqüència de 430 terahertzs (Thz), en el rang vermell de la llum visible, ostenta ara el rècord de precisió: guanyarà o perdrà menys d'un segon en 15000 milions d'anys, que és més temps que l'edat estimada de l'univers. Un rellotge d'aquest tipus pot mesurar un canvi en la seva elevació de tan sols 2 cm pel canvi en el seu ritme a causa de la dilatació gravitacional del temps.

## Exemples
- Un minut té 60 segons.[35]
- Una hora té 3.600 segons.
- Un dia té 86.400 segons.
- Una setmana té 604.800 segons.
- Un mes de 30 dies té 2.592.000 segons, i un mes de 31 dies en té 2.678.400. El febrer (28 dies) en té 2.419.200.
- Un any normal té 31.536.000 segons, i un any de traspàs en té 31.622.400.